# 天長寺 (恵那市)
天長寺（てんちょうじ）は、岐阜県恵那市三郷町野井にある曹洞宗の寺院。山号は地久山。恵那三十三観音霊場二十四番。

## 歴史
正保3年（1646年）11月11日、岩村藩主の丹羽氏信の三男の丹羽氏春は当時、岩村藩主であった兄の丹羽氏定より、恵那郡の野井村と藤村の一部の1,000石を分知されて旗本となり、江戸城にて御小姓頭や御手先鉄砲頭を勤めた。
明暦元年（1655年）に、丹羽氏春は父の丹羽氏信の報恩菩提と、母の於徳の方の孝養のため、分け与えられた野井村に新寺建立を発願した。
明暦2年（1656年）11月18日、丹羽氏春は母の於徳の方の護持仏を本尊とし、当時、岩村城下に存在した一色丹羽氏の菩提寺であった妙仙寺の木吼観香(木吼杷挙)を招いて開山した。境内の墓地には木吼観香(木吼杷挙)の墓がある。
その後、妙仙寺は、一色丹羽氏の三草藩への転封に伴って播磨国へ移ったため、天長寺は兵庫県加東市にある妙仙寺の末寺となっている。
同年、同じ野井村にある臨済宗妙心寺派の威代寺で壇徒間の諍いがあり、一部の壇徒が天長寺の壇徒となった。
その後文政11年（1828年）に改築を行っている。
明治3年(1870年)3月に、苗木藩の廃仏毀釈により、恵那郡毛呂窪村から仏像を買い取っている。本尊釈迦仏と両観音、三地蔵と千体仏並びに仏具である。
そして、その本尊の裏には、
と、その経緯が書かれている。
木像不動明王像は室町時代の作で、桧材の寄木造りで素地・玉眼。像の高さは44.5cmある。光背を支えている木片には、明治10年(1877年)に名古屋城の鬼門である御深井丸に祀ってあったものが天長寺に納められたと記されているが、その経緯については不明である。
境内にある宝篋印塔も含め恵那市の指定文化財となっている。
また不動明王像の前に居る二童子の像は、いづれも一木造りで全体に丸みを帯びた彫口を示しているが、不動明王像とは製作された年代が異なり、後背や台座とともに江戸時代になってからのものと思われる。